# آسيا داغر
آسيا داغر (ولدت: 18 أبريل 1901 - توفت: 12 يناير 1986)، منتجة وممثلة مصرية من أصل لبناني لُقبت برائدة الفيلم التاريخي في السينما المصرية.

## بدايتها
ولدت ألماظة داغر في قرية تنورين في لبنان، وكانت فتاة مولعة بالأفلام، متزوجة ولديها ابنة، وتعيش حياة هانئة لكن عادية حتى أتى الإنجليز وبعدهم الفرنسيون. بدأت حياتها كممثلة في لبنان عندما قدمت فيلمها القصير «تحت ظلال الأرز» عام 1922، أي بعد سنتين من الاحتلال الفرنسي والإقالة المتكررة للحكومة السورية.
وفي عام 1923 توفي زوجها، فشدت رحالها من لبنان وسافرت إلى مصر بصحبة شقيقتها ماري وابنتها الصغيرة الين، حيث أقامت بالإسكندرية مع ابن عمها، أسعد داغر، الذي كان صحفيًا في جريدة الأهرام. وبعد أربع سنوات من الإقامة في مصر، حصلت اّسيا على دورها الثانوي في أول فيلم مصري صـامت وهـو «ليلي» عام 1927 الذي أنتجته عزيزة أمير، بذلك كانت أول فنانة لبنانية تظهر على الشاشة الفضية.
وقد كان من كان من غير اللائق اّنذاك أن يكون للفنانات أطفال، فغيرت اّسيا اسم ابنتها من «إلين» إلى «منى» وإدعت أنها قد تبنتها.
ظلت آسيا داغر غير مشهورة في عالم التمثيل، بسبب أدائها المتكلف في الأفلام الصامتة فضلاً عن لهجتها اللبنانية التي لم تلق قبولاً عند المصريين إلا أنها لم تيأس.
حصلت داغر على الجنسية المصرية عام 1933.

## الحياة الفنية

### لوتس فيلم
في عام 1927 أسست آسيا مع المخرج «أحمد جلال» وابنة شقيقتها الفنانة «ماري كويني» شركة لوتس فيلم لإنتاج وتوزيع الأفلام، والتي استمرت في الإنتاج بينما توقفت شركات إبراهيم لاماوبدر لاما وعزيزة أمير وبهيجة حافظ ولذلك استحقت لقب عميدة المنتجين وأصبحت شركتها لوتس فيلم أقدم وأطول شركات الإنتاج السينمائي المصري عمرًا.
في البداية لم يكن لدى داغر وشريكيها لا أموال هوليوود الضخمة ولا فريق من الفنانين المدربين، فكانوا يجمعون الأصدقاء وبعض أفراد العائلة لتأدية الأدوار الباقية كما عوضهم ذكاؤهم وعملهم الجاد عن نقص الأموال. كانوا يعلقون أشرطة افلامهم على السطح لتجف، وقيل ان اّسيا كانت تعمل 19 أو 20 ساعة يوميًا، ولأنها لم تكن تجيد القراءة فقد كانت تجعل ماري كويني تقرأ لها نصوص الأفلام حتى تعتاد عليها ولكي تستطيع إعلام المخرج إذا خرج احدهم عن النص.
في عام 1929، أي بعد عامين من تأسيس شركة «لوتس»، أنتجت أول افلامها غادة الصحراء عام 1929 الذي كان أول بطولة لها وإضافة إلى أنه باكورة إنتاجها حيث استعانت بالفنان التركيوداد عرفي لإخراجه، تعاونت ثم مع إبراهيم لاما لإخراج فيلم «وخز الضمير» عام 1931.
وبعدها تعرفت داغر على السينمائي والروائي والصحفي أحمد جلال، فأخرج لها كل ما أنتجته من أفلام في الفترة ما بين عامي 1933 و1942 والتي قاربت العشرة أفلام.
منذ ذلك الحين حظيت لوتس بشهرة واسعة وأصبحت أفلامها تعرض في القاهرة وبيروت، لكن سرعان ما احدثت تلك الشهرة جدلاً واسعا خاصة بعد الإعلان عن فيلم الخيال العلمي «عيون ساحرة» عام 1934 حيث رفضته الرقابة مباشرةً لتناوله موضوع إحياء الموتى والذي سوف يثير غضب الشعب ورجال الدين.
بعد رفض الرقابة، لم يكن أمام فريق شركة لوتس سوى التغاضى عن الخسائر وتخطى الأمر، ولكن تدخل رئيس الوزراء المصري وأعلن إمكانية عرض الفيلم، فكنت تلك هي المرة الأولى التي تتعاون فيها الحكومة مع اّسيا داغر.
وبعد أن تزوج أحمد جلال من ابنة أختها الفنانة ماري كويني وأسسا معًا استوديو جلال وتفرغ لإخراج أفلام شركته الخاصة مع زوجته، كان لابد لها أن تبحث عن مخرج آخر، فاتجهت إلى مساعد مخرج شاب في الثامنة والعشرين من عمره ليقوم بإخراج فيلم الشريد عام 1942 وكان هذا المخرج هو هنري بركات.
في عام 1954، أنتجت داغر فيلم «حياة أو موت» الذي تم تصويره كاملاً في الشارع المصري دون أي وقف للتصوير محققاً بذلك إنجازًا يُوَثَق في التاريخ.
كانت داغر أول من ينتج فيلمًا مصريًا بالألوان وهو «رد قلبي» عام 1958 مستخدمة تقنية «السينما سكوب» أولى خطوات التقنيات المستخدمة حالياً.
في عام 1963 وبعد أكثر من 30 عاماً في إنتاج الأفلام المصرية، أصبح اسم آسيا داغر يتردد في كل بيت مصري، وقد لاحظ عبد الناصر ذلك مثلما فعلت الحكومة. ولأول مرة في تاريخها، قامت الحكومة المصرية بتمويل فيلم ووقع اختيارها على داغر لإنتاجه.
بعد ست سنوات، أي عام 1969، أنتجت داغر أخر فيلم لها وهو «يوميات في الأرياف».
عملت داغر بالهيئة المصرية العامة للسينما حتى وفاتها بداية عام 1986.

### مخرجين جدد
قدمت للسينما المصرية مخرجين جدد أصبحوا من الكبار في عالم الإخراج فيما بعد، أمثال: هنري بركات، حسن الإمام، إبراهيم عمارة، أحمد كامل مرسي، يوسف معلوف، عز الدين ذو الفقار، حسن الصيفي، حلمي رفلة، كمال الشيخ واضافه لذلك قدمت عدد من النجوم منهم فاتن حمامة وهي في بداية حياتها الفنية تخطو نحو السادسة عشرة من العمر في فيلم الهانم عام 1947، واكتشفت صباح سينمائيًا وقدمتها في فيلم القلب له واحد عام 1945، وصلاح نظمي في فيلم هذا جناه أبي عام 1945.

### أفلام تاريخية
أعطت اهتمامًا خاصًا للأفلام التاريخية الملحمية، فقد أنتجت فيلم شجرة الدر في بداية مشوارها الفني، ثم فيلم أمير الانتقام الذي أخرجه هنري بركات عام 1950. إلا أنها توَجت إنتاجاتها الملحمية الضخمة بفيلم الناصر صلاح الدين عام 1963 الذي تكلف إنتاجه مائتي ألف جنيه، وكان ذلك وقتها أعلى ميزانية توضع لإنتاج فيلم مصري. وقد استمر الإعداد للفيلم لمدة خمس سنوات، وكان من المفترض أن يخرجه عز الدين ذو الفقار ولكنه مرض أثناء كتابة السيناريو وذلك بعد أن تعاقدت مع الممثلين فلم يكن منها إلا أن تؤجل البدء في العمل حتى نصحها ذو الفقار بعد أن اشتد عليه المرض بالاستعانة بالمخرج يوسف شاهين، وكان هذا أول تعامل لها معه.
وقد صُنف الفيلم ضمن أفضل مئة فيلم في تاريخ السينما المصرية على الإطلاق.

## أعمالها

### التمثيل
| السنة | الفيلم                           |
| ----- | -------------------------------- |
| 1922  | تحت ظلال الأرز                   |
| 1926  | نداء الرب                        |
| 1927  | ليلى                             |
| 1929  | غادة الصحراء                     |
| 1931  | وخز الضمير                       |
| 1933  | عندما تحب المرأة                 |
| 1934  | عيون ساحرة                       |
| 1935  | شجرة الدر                        |
| 1936  | البنكنوت - زوجة بالنيابة         |
| 1938  | بنت الباشا المدير                |
| 1939  | فتش عن المرأة - زليخة تحب عاشور  |
| 1940  | فتاة متمردة                      |
| 1941  | امرأة خطرة                       |
| 1942  | المتهمة - العريس الخامس - الشريد |
| 1944  | أما جنان                         |
| 1947  | الهانم                           |

### الإنتاج
| السنة | الفيلم                                                               |
| ----- | -------------------------------------------------------------------- |
| 1929  | غادة الصحراء                                                         |
| 1931  | وخز الضمير                                                           |
| 1933  | عندما تحب المرأة                                                     |
| 1934  | عيون ساحرة                                                           |
| 1935  | شجرة الدر                                                            |
| 1936  | البنكنوت - زوجة بالنيابة                                             |
| 1938  | بنت الباشا المدير                                                    |
| 1939  | فتش عن المرأة - زليخة تحب عاشور                                      |
| 1940  | فتاة متمردة                                                          |
| 1942  | لو كنت غني - المتهمة - العريس الخامس - الشريد                        |
| 1945  | هذا جناه أبي - القلب له واحد                                         |
| 1947  | الهانم                                                               |
| 1948  | العقاب - الواجب - اليتيمتين - ليت الشباب                             |
| 1949  | ست البيت                                                             |
| 1950  | معلش يا زهر - ساعة لقلبك - أمير الانتقام                             |
| 1951  | في الهوا سوا - أشكي لمين                                             |
| 1952  | من القلب للقلب - أنا وحدي - آمال - قدم الخير - حياتي أنت - ظلمت روحي |
| 1953  | الحموات الفاتنات - قلبي على ولدي                                     |
| 1954  | لمين هواك - حياة أو موت - يا ظالمني - المال والبنون                  |
| 1955  | ثورة المدينة                                                         |
| 1956  | من القاتل                                                            |
| 1957  | رد قلبي                                                              |
| 1963  | الناصر صلاح الدين                                                    |
| 1967  | اللقاء الثاني                                                        |
| 1969  | يوميات نائب في الأرياف                                               |
| 1970  | أوهام الحب                                                           |
| 1972  | الشيطان والخريف                                                      |

## الجوائز
حصلت الفنانة آسيا علي عدة جوائز تقديرا لمشوارها الفني المتميز من أهمها:
- وسام الاستحقاق اللبناني، والجائزة الأولي في الإنتاج السينمائي عام 1950
- جائزة خاصة من جامعة الدول العربية عن فيلم «الناصر صلاح الدين»
- جائزة الدولة للرواد في مهرجان اليوبيل الذهبي للسينما المصرية تقديرا لمساهمتها الريادية في التمثيل والإنتاج.
- بالإضافة لجائزة الرواد من جمعية كتاب ونقاد السينما
- الجائزة الأولي في الإنتاج في مسابقة الدولة للسينما عن فيلمي «حياة أو موت» و «رد قلبي».[9]

## روابط خارجية
- آسيا داغر على موقع IMDb (الإنجليزية)
- آسيا داغر على موقع الدهليز
- آسيا داغر على موقع قاعدة بيانات الأفلام العربية
- آسيا داغر على موقع قاعدة بيانات الفيلم (الإنجليزية)